# Österbyn en Östansjö
Österbyn en Östansjö (Zweeds: Österbyn och Östansjö) is een småort in de gemeente Falun in het landschap Dalarna en de provincie Dalarnas län in Zweden. Het småort heeft 63 inwoners (2005) en een oppervlakte van 43 hectare. Eigenlijk bestaat het småort uit twee plaatsen: Österbyn en Östansjö. Het småort ligt aan de zuidoost oever van het meer Svärdsjön.